# Finn Mortensen
Finn Einar Mortensen (* 6. Januar 1922 in Oslo; † 21. Mai 1983 ebenda) war ein  norwegischer Komponist, Musikkritiker und Hochschullehrer. 

## Leben
Finn Mortensen war Sohn des Verlegers Ernst Gustav Mortensen. Er schloss 1941 die Schule ab und studierte in den Kriegsjahren Harmonielehre bei Thorleif Eken und Kontrapunkt bei Klaus Egge am Osloer Musikkonservatorium. 1950 kam mit dem Streichtrio op. 3 Mortensens erste Komposition zur Uraufführung. 1956 nahm Mortensen Kompositionsunterricht bei Niels Viggo Bentzon in Kopenhagen. 1965 nahm er an den Darmstädter Ferienkursen teil und studierte bei Karlheinz Stockhausen im Kölner Studio für elektronische Musik. Als Vorsitzender des Vereins für neue Musik (Ny Musikk, 1961 bis 1964 und 1966/67) lud er Künstler der Avantgarde nach Norwegen ein, darunter Stockhausen und Nam June Paik. 1967/68 fungierte Mortensen als erster Direktor der Norwegian State Concerts Agency. 1970 bis 1973 unterrichtete er Komposition in Oslo und übernahm als erster Norweger eine Kompositionsprofessur an der neugegründeten Norwegischen Musikhochschule. 1967 bis 1974 war Mortensen Präsident des norwegischen Komponistenverbands.
Zu Mortensens Schülern zählen Rolf Wallin, Jon Mostad, Lasse Thoresen, Terje Bjørklund, Synne Skouen und Alfred Janson. 
Mortensen arbeitete außerdem von 1963 bis 1973 als Musikkritiker für die Zeitung Dagbladet, ferner etliche Jahre als Korrespondent für die deutsche Musikzeitschrift Melos.

## Werk
Finn Mortensens Œuvre umfasst etwa 50 Kompositionen, überwiegend Instrumentalwerke. Sechs Werke sind für Orchester gesetzt: Symphony op. 5 (1953), Pezzo orchestrale op. 12 (1957), Evolution op. 23 (1961), Tone colours op. 24 (1962), Per orchestra op. 30 (1967) und Hedda op. 42 (1975). Hinzu kommen drei einsätzige konzertante Werke: Klavierkonzert op. 25 (1963), Fantasie für Klavier und Orchester op. 27 (1966) sowie Fantasie für Violine und Orchester op. 45 (1977).
Seine ersten Werke stehen dem Neoklassizismus und Expressionismus nahe. Unter Einfluss von Bentzon wandte er sich der Zwölftonmusik zu, die er allerdings nur in drei Werken streng einsetzte. Seine Fantasie und Fuge für Klavier op. 13 (1958) war die erste norwegische Komposition in Zwölftontechnik. Hinzu kamen aleatorische und serielle Techniken. Ab etwa 1970 verband er Elemente des Serialismus und der Zwölftontechnik in einer abgemilderten Form, die auch der Melodie wieder eine wichtigere Rolle zuweist, zu einem von ihm selbst als „neoseriell“ („nyseriell“) charakterisierten Kompositionsstil.